# Geoglifos Águila de Oyotún
El geoglifo Águila de Oyotún, también conocido como Águila Imperial u Hombre Ave de Oyotún, se encuentra en el cerro El Águila y el ingreso se realiza por la calle Tarapacá y la calle San Martín del Distrito de Oyotún; como referencia se tiene el parque Genaro Silva Cotrina, para luego pasar el Caserío Las Delicias. Este geoglifo se ubica muy cerca al Caserío Bebedero (6°47′45.422″S 79°18′1.21″O / -6.79595056, -79.3003361).

## Descripción
Representa a un ave con las alas extendidas en actitud de vuelo y rasgos humanos y está compuesto por piedras blancas de tres clases que miden 30 cm de diámetro. Este geoglifo tiene 60 metros de alto por 80 de ancho. Ha sido trabajado con la técnica de mosaico lítico, es decir piedra superpuesta y piedras de diferentes colores, que contrastan con el suelo natural donde se forma la imagen. 
Este geoglifo visto desde lo alto, representa un ave de color blanco, con cabeza redonda y pico corto; con vuelo orientado hacia el nor-oeste y se cree que ha servido de señal para salir de la cuenca de Zaña, voltear por Huacatal y orientar a los viajeros al pueblo precolombino de Collique, aunque existe otra moción que manifiesta que fue un ave mitológica de adoración de los habitantes del lugar.

## Origen
Este geoglifo data del periodo formativo temprano o pre Chavín (2000 - 2500 a. C.).
Es un geoglifo único en su género en todo el país y Sud América, según reportes de los arqueólogos J. Rondón y Pederson. El Cerro El Águila donde se encuentran los geoglifos ha sido declarado Patrimonio Cultural de la Nación con R.D. Nº 615 de fecha 11.08.2004
Además, ha sido estudiado desde el año 1940 por J. Rivadeneyra, Víctor Baca Aguinaga y P. Korok.

## Conservación
Regular estado de conservación, debido a que hay ocasiones en que todo el geoglifo se llega a cubrir de maleza por lo cual es necesario coordinar continuamente su debido mantenimiento.